# USS M-1 (SS-47)
El USS M-1 (SS-47) fue un submarino único en su clase de la Armada de los Estados Unidos. Este submarino fue construido con el objetivo de probar la nueva tecnología en diseño y construcción de submarinos. Es, a su vez, el primer submarino en tener doble casco. Ningún otro submarino de esta clase fue construido y las técnicas aprendidas en este buque fueron aplicadas en la clase posterior AA-1.

## Diseño
El M-1 fue construido con el mismo diseño y armamento que la clase que lo precedía, la Clase L, aunque de mayor tamaño debido a su diseño de doble casco. Este diseño estaba orientado a reducir los daños de batalla de los submarinos en caso de una perforación del casco y para ofrecer una mayor flotabilidad en caso de que entrase agua en el interior. Además, se utilizó para probar un cañón de cubierta de 76 mm por primera vez en un submarino, que posteriormente se incorporaría en la Clase L.

## Historial de servicio
La quilla del submarino fue colocada el 2 de julio de 1914 en el astillero de Fore River, situado en Quincy, Massachusetts. El diseño fue creado por la compañía Electric Boat Company (actualmente General Dynamics Electric Boat). La nave fue botada el 14 de septiembre de 1915 y amadrinada por Sara Dean Roberts y entregada a la Armada el 16 de febrero de 1918.
Tras la entrega, el submarino fue asignado a la 2º División de submarinos de la armada estadounidense y tuvo su base en Newport, Rhode Island. Al contrario que el resto de submarinos de la armada, éste no fue enviado a luchar en la Primera Guerra Mundial, sino que durante los siguientes tres años se dedicó a entrenar submarinistas en la costa este de los Estados Unidos. Durante su último año de servicio activo, estuvo bajo el control del mando de la división 3º y 5º.
Tras seis años de pruebas y entrenamientos, el submarino M-1 fue dado de baja en el astillero naval de Filadelfia el 15 de marzo de 1922 y dado de baja oficialmente en el registro naval al día siguiente. Finalmente, el 25 de septiembre de ese mismo año fue vendido como chatarra a Joseph G. Hitner, dueño de una siderúrgica.